# Phodopus
Phodopus là một chi động vật có vú trong họ Cricetidae, bộ Gặm nhấm. Chi này được Miller miêu tả năm 1910. Loài điển hình của chi này là Cricetulus bedfordiae Thomas, 1908 (= Cricetulus roborovskii Satunin, 1903).

## Hình ảnh

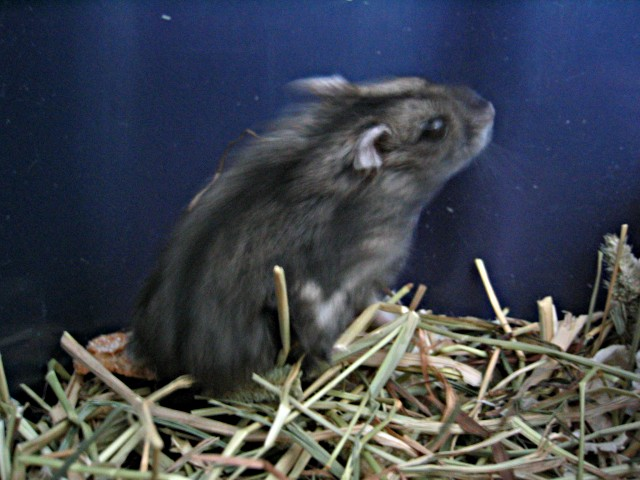
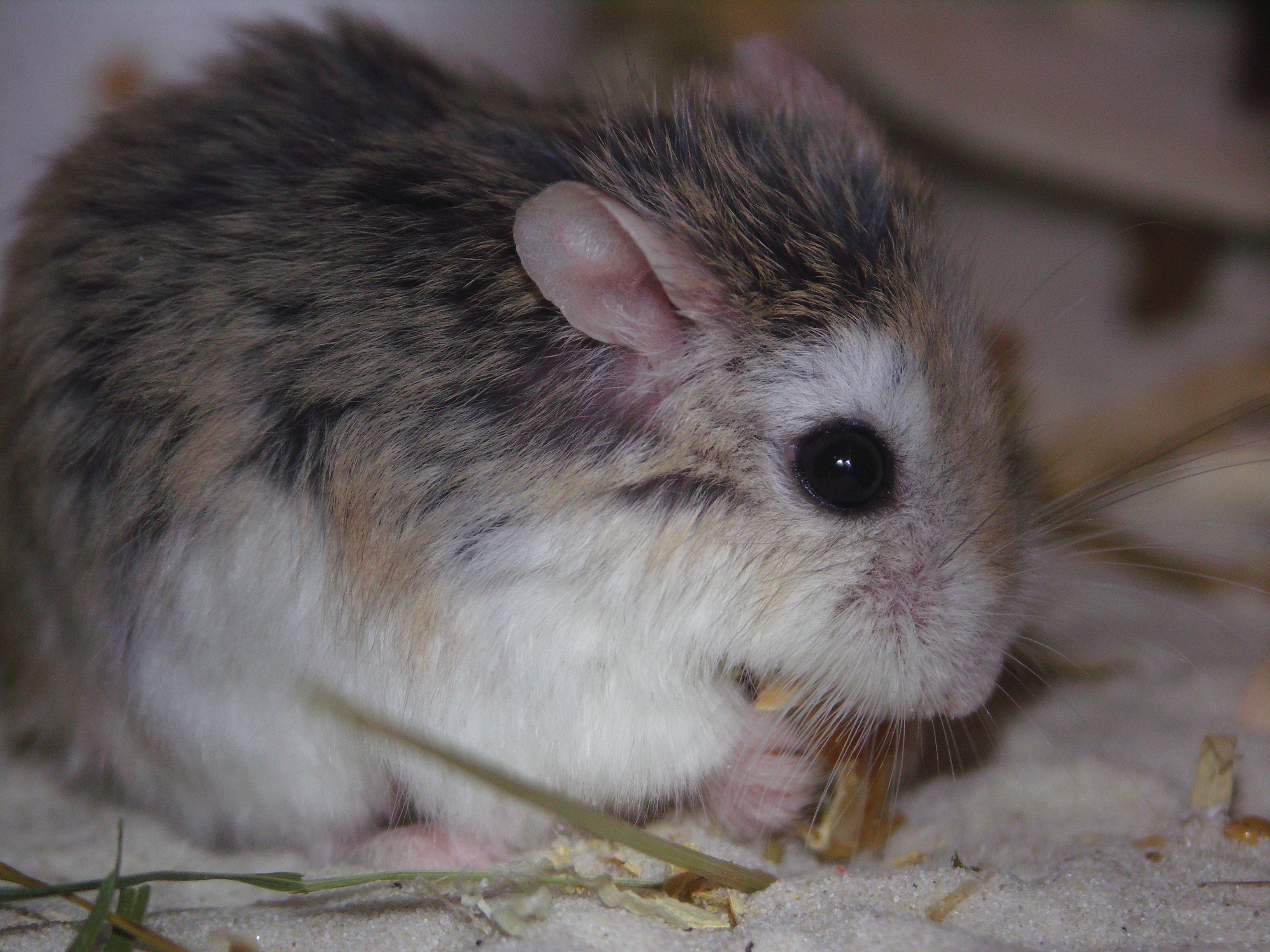
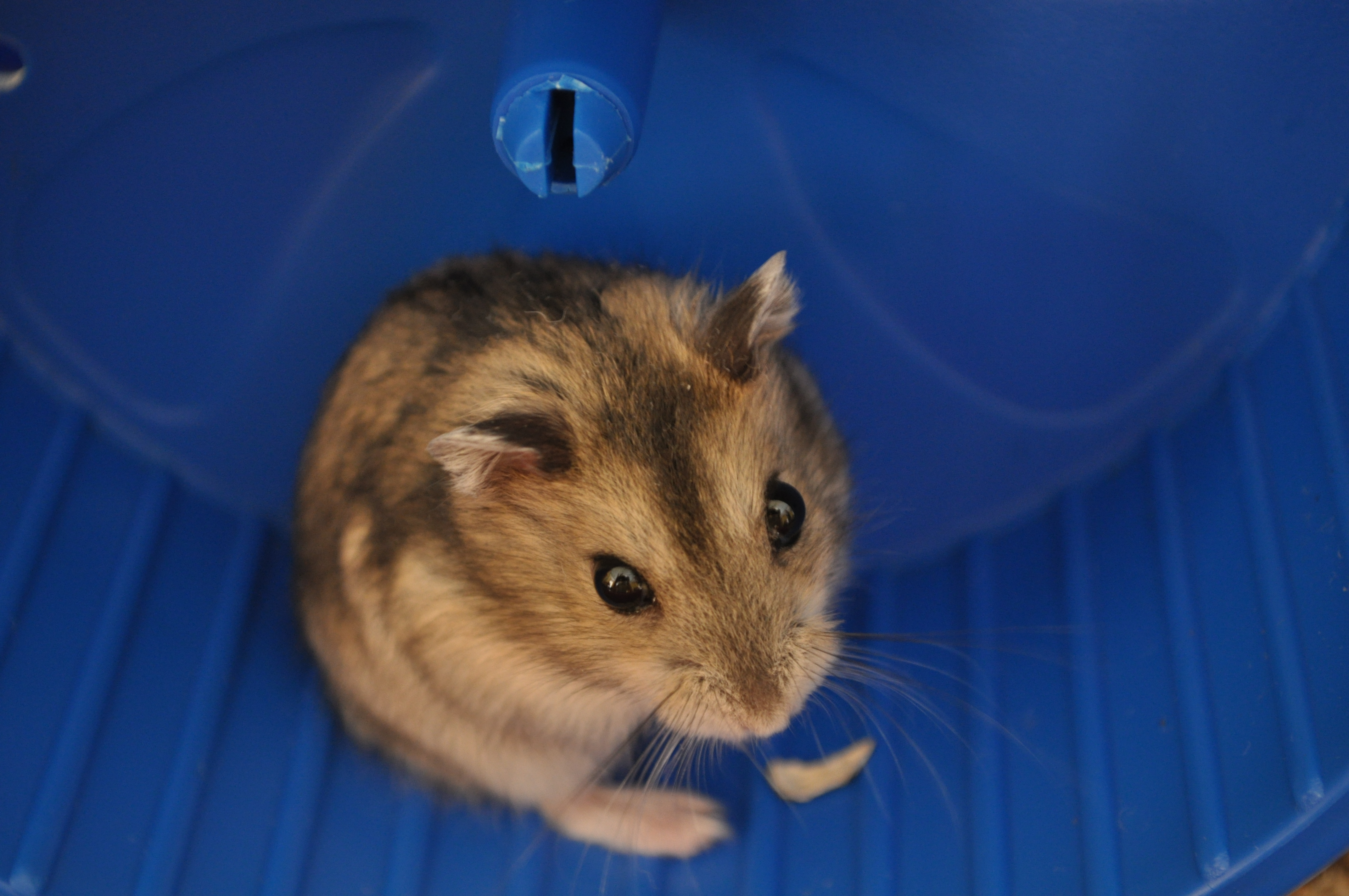
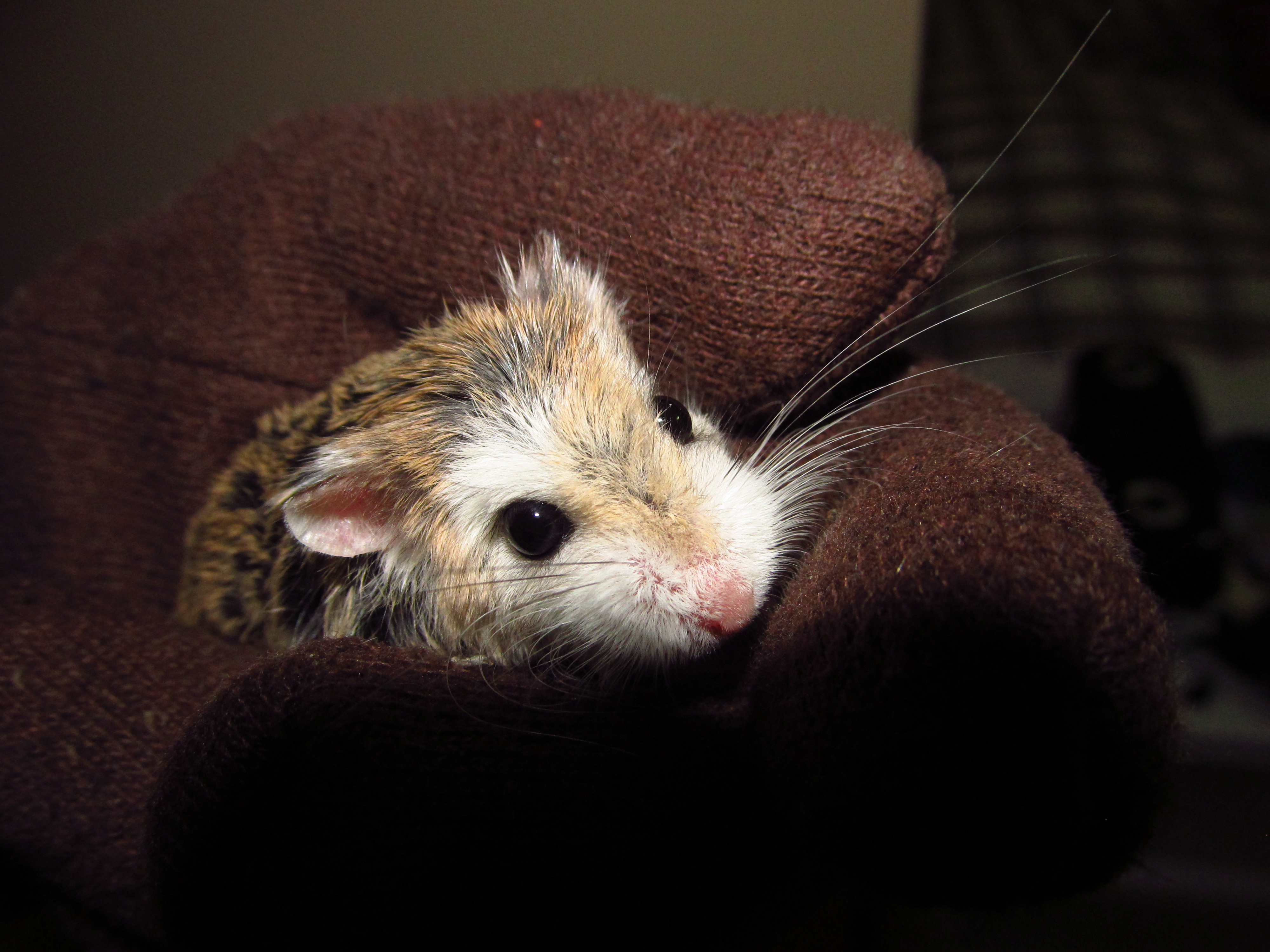

## Các loài
Chi này gồm các loài: